# Vigevano Calcio 1921
Vigevano Calcio 1921 (wł. Associazione Sportiva Dilettantistica Vigevano Calcio 1921) – włoski klub piłkarski, mający siedzibę w mieście Vigevano, w północno-zachodniej części kraju, grający od sezonu 2018/19 w rozgrywkach Prima Categoria Lombardia.

## Historia
Chronologia nazw:
- 1921: Giovani Calciatori Vigevanesi
- 1936: Associazione Calcio Vigevano
- 1979: klub rozwiązano
- 1979: Football Club Vigevano 1979
- 1993: Vigevano Calcio S.r.l.
- 2015: klub rozwiązano
- 2015: Associazione Sportiva Dilettantistica Pro Vigevano Suardese
- 2016: Associazione Sportiva Dilettantistica FC Vigevano 1921
- 2017: Associazione Sportiva Dilettantistica Vigevano Calcio 1921 – po fuzji z Atletico San Giorgio

Klub piłkarski Giovani Calciatori Vigevanesi został założony w miejscowości Vigevano w 1921 roku. Natychmiast dołączył do Komitetu Regionalnego Lombardii F.I.G.C. i startował w regionalnych mistrzostwach Lombardii w trzeciej kategorii. W debiutowym sezonie 1921/22 zespół zajął trecie miejsce w grupie B Terza Categoria lombarda. Ze względu na kompromis Colombo dotyczący restrukturyzacji mistrzostw, klub został zakwalifikowany do Terza Divisione. Przez kolejne 5 sezonów występował w Terza Divisione lombarda, czterokrotnie awansując do turnieju finałowego. W 1926 po reorganizacji systemu ligi i wprowadzeniu najwyższej klasy, zwanej Divisione Nazionale trzecia dywizja została obniżona do czwartego poziomu. W następnym 1927 roku po zajęciu pierwszego miejsca w grupie D Terza Divisione lombarda, potem zwyciężył w turnieju finałowym i awansował do Seconda Divisione Nord (D3). W sezonie 1928/29 został mistrzem grupy B i otrzymał promocję do Prima Divisione (D2). W 1929 została organizowana Serie A i po kolejnej reorganizacji systemu lig klub pozostał na trzecim poziomie, zwanym Prima Divisione. W sezonie 1930/31 wygrał najpierw grupę D Prima Divisione, a potem w turnieju finałowym uzyskał pierwszą lokatę w grupie B i zdobył awans do Serie B. Sezon 1935/36 zakończył na przedostatniej 16.pozycji o został oddelegowany do Serie C. Po spadku klub zmienił nazwę na AC Vigevano. W następnym roku po wygraniu grupy B Serie C wrócił do Serie B. W sezonie 1939/40 zajął 16. miejsce w Serie B i spadł z powrotem do Serie C. W 1941 był trzecim w grupie B, a w 1942 drugim w grupie C. Również w sezonie 1942/43, ostatnim przed zawieszeniem mistrzostw wskutek II wojny światowej, zajął drugie miejsce w grupie C, ponownie nie awansując do finału. W styczniu 1944 zgłosił się do lokalnych rozgrywek Torneo Misto Serie C-Prima Divisione organizowanych przez Direttorio II Zona (Lombardia). W 1945 był trzecim na Torneo Benefico Lombardo organizowanych przez Direttorio II Zona (Lombardia). Po zakończeniu II wojny światowej i wznowienia mistrzostw FIGC, drużyna została zakwalifikowana do rozgrywek Serie Mista B-C Alta Italia (D2). W sezonie 1945/46 zespół najpierw zajął drugie miejsce w grupie A, a potem trzecią pozycję w turnieju finałowym i otrzymał promocję do Serie B. W 1948 spadł do Serie C, a rok później do Promozione (D4). Po roku spędzonym w czwartej lidze zespół wrócił do Serie C. W 1953 klub został zdegradowany do czwartej ligi, która nazywała się IV Serie.
W sezonie 1954/55 klub najpierw wygrał grupę B IV Serie, a potem zwyciężył w finale północno-zachodnim z Pro Vercelli, zdobywając awans do Serie C. Następnie w turnieju o tytuł mistrza ligi przegrał w półfinale Północy z Mestriną. W 1958 po zajęciu drugiego miejsca otrzymał promocję do Serie B. W sezonie 1958/59 klub po raz ostatni zagrał na drugim poziomie, zakończył rozgrywki na przedostatniej 19.pozycji. Rok później w 1960 został zdegradowany z Serie C do Serie D. W 1964 zespół spadł na trzy lat nawet do rozgrywek regionalnych, startując w Prima Categoria lombarda (D5).
W 1972 klub wrócił do Serie C. Sezon 1975/76 był ostatnim w historii klubu sezonem spędzonym na trzecim poziomie. Przed rozpoczęciem sezonu 1978/79 Serie C została podzielona na dwie dywizje: Serie C1 i Serie C2, wskutek czego Serie D została obniżona do piątego poziomu. W sezonie 1978/79 klub zajął 10.miejsce w grupie A Serie C2, ale z powodu problemów finansowych latem 1979 został rozwiązany. Wkrótce organizowano nowy klub o nazwie FC Vigevano 1979, który w sezonie 1979/80 startował w Prima Categoria lombardo (D7), awansując po pierwszym sezonie do Promozione lombarda (D6). W sezonie 1981/82 zwyciężył w grupie D Promozione lombarda, ale potem w turnieju barażowym o awans zajął ostatnie czwarte miejsce. Jednak został później dopuszczony do rozgrywek piątej ligi, zwanych Campionato Interregionale, a potem Campionato Nazionale Dilettanti. W sezonie 1990/91 klub spadł na rok do Promozione Lombardia, ale natychmiast wrócił do piątej ligi. W 1993 po spadku z Campionato Nazionale Dilettanti do Eccellenza Lombardia klub zmienił nazwę na Vigevano Calcio. W następnym roku ponownie spadł, tym razem do Promozione Lombardia (D7). W 1998 zespół wrócił do Eccellenza Lombardia, a w 2001 do Serie D (D5).
W sezonie 2003/04 zajął 14.miejsce w grupie A Serie D i był zmuszony grać w barażach o utrzymanie w lidze. W playout przegrał 2:4, 2:3 z Casteggio Broni, jednak pozostał w lidze po ustaleniu uczestników ligi w nowym sezonie. Po dwóch latach znów występował w barażach o utrzymanie, ponownie przegrał playout 1:1, 1:1 dod. k.4:1 z Savona i tym razem pożegnał się z Serie D. Po trzech latach w Eccellenza Lombardia w 2009 wrócił do Serie D. Sezon 2010/11 zakończył na 18.miejscu w grupie A Serie D i został po raz kolejny zdegradowany do Eccellenza Lombardia.
Przed rozpoczęciem sezonu 2014/15 wprowadzono reformę systemy lig, wskutek czego szósty poziom awansował o jedną pozycję do góry. W 2014 Sąd w Pawii ogłosił upadłość klubu, ale pozwolił zakończyć sezon piłkarski 2014/15. W 2015 tradycję klubu zostały przekazane w ręce nowo powstałego Amatorskiego Związku Sportowego FC Vigevano 1921, który przejął inny miejski klub o nazwie Pro Vigevano Suardese, występujący w mistrzostwach Eccellenza Lombardia. W 2016 ASD FC Vigevano 1921 przywrócił swoją pierwszą drużynę, która rozpoczęła rozgrywki w Terza Categoria Pavia (D9). Latem 2017 nastąpiła fuzja z Atletico San Giorgio, w wyniku czego połączony klub zmienił nazwę na Vigevano Calcio 1921 i kontynuował grę w Seconda Categoria Pavia (D8). W sezonie 2017/18 zajął drugie miejsce w grupie V Seconda Categoria Pavia. Następnie w finale play-off międzygupowym przegrał ze Sported Maris (porażka 1:2 u siebie i zwycięstwo 1:0 na wyjeździe). Jednak otrzymał promocję do Prima Categoria Lombardia (D6). poprzez ranking repasaży regionalnych.
W sezonie 2018/19 zajął 14.miejsce w grupie M, ale potem wygrał playout z Sizianese i pozostał w lidze. W następnym sezonie 2019/20 awansował na siódmą lokatę w grupie M Prima Categoria Lombardia.

## Barwy klubowe, strój
|  |  |

Klub ma barwy biało-błękitne. Zawodnicy domowe spotkania zazwyczaj grają w pasiastych pionowo biało-błękitnych koszulkach, błękitnych spodenkach oraz błękitnych getrach.

## Sukcesy

### Trofea międzynarodowe
Nie uczestniczył w rozgrywkach europejskich (stan na 31-05-2020).

### Trofea krajowe
| \| \| Zdobyte trofea w rozgrywkach Włoch (stan na: 31-08-2020) \| |                                                          |      |                                |
| Rozgrywki                                                         | Osiągnięcie                                              | Razy | Sezon(y)                       |
| · Mistrzostwo                                                     | I miejsce                                                | 0    |                                |
| · Mistrzostwo                                                     | II miejsce                                               | 0    |                                |
| · Mistrzostwo                                                     | III miejsce                                              | 0    |                                |
| · Puchar                                                          | zdobywca                                                 | 0    |                                |
| · Puchar                                                          | finalista                                                | 0    |                                |
| · Puchar                                                          | 1/16 finału                                              | 1    | 1926/27                        |
| II liga                                                           | I miejsce                                                | 0    |                                |
| II liga                                                           | II miejsce                                               | 2    | 1933/34 (gr.A), 1945/46 (gr.A) |
| II liga                                                           | III miejsce                                              | 1    | 1945/46 (finali Nord)          |
| Włochy                                                            | Zdobyte trofea w rozgrywkach Włoch (stan na: 31-08-2020) |      |                                |

- Terza Categoria/Terza Divisione/Seconda Divisione/Prima Divisione/Serie C (D3):
  - mistrz (7x): 1923/24 (gr.B), 1924/25 (gr.B), 1925/26 (gr.A), 1928/29 (gr.B), 1930/31 (gr.D), 1936/37 (gr.B), 1951/52 (gr.A)
  - wicemistrz (3x): 1941/42 (gr.C), 1942/43 (gr.C), 1957/58
  - 3.miejsce (3x): 1921/22 (gr.B), 1922/23 (gr.D), 1940/41 (gr.B)

## Poszczególne sezony

### Rozgrywki międzynarodowe

#### Europejskie puchary
Nie uczestniczył w rozgrywkach europejskich.

### Rozgrywki krajowe
| \| Włochy \| Bilans występów klubu w rozgrywkach piłkarskich Włoch (Stan na 31 sierpnia 2020 r.) \| \| |                                                                                                  |        |       |   |   |   |    |    |     |                                                                                             |        |        |      |
| Poziom                                                                                                 | Rozgrywki                                                                                        | Sezony | Mecze | Z | R | P | B+ | B– | Pkt | Lata                                                                                        | Awanse | Spadki | Naj. |
| I | Serie A                                                                                          | 0      |       |   |   |   |    |    |     |                                                                                             | 0      | 0      |      |
| II | Serie B                                                                                          | 12     |       |   |   |   |    |    |     | 1931–1936, 1937–1940, 1945–1948, 1958/59                                                    | 0      | 4      | 4    |
| III | Terza Categoria, Terza Divisione, Seconda Divisione, Prima Divisione, Serie C                    | 25     |       |   |   |   |    |    |     | 1921–1926, 1927–1931, 1936/37, 1940–1943, 1948/49, 1950–1953, 1955–1958, 1959/60, 1972–1976 | 3      | 6      | 1    |
| IV | Terza Divisione, Promozione, IV Serie, Serie D, Serie C2                                         | 16     |       |   |   |   |    |    |     | 1926/27, 1949/50, 1953–1955, 1960–1964, 1967–1972, 1976–1979                                | 4      | 2      | 1    |
| V | Prima Categoria, Campionato Interregionale, Campionato Nazionale Dilettanti, Serie D, Eccellenza | 22     |       |   |   |   |    |    |     | 1964–1967, 1982–1990, 1991–1993, 2001–2006, 2009–2011, 2014–2016                            | 1      | 5      | 1    |
| | Puchar Włoch                                                                                     | 9      |       |   |   |   |    |    |     | 1926/27, 1935–1941, 1957–1959                                                               | 0      | 0      | 1/16 |
| Włochy                                                                                                 | Bilans występów klubu w rozgrywkach piłkarskich Włoch (Stan na 31 sierpnia 2020 r.)              |        |       |   |   |   |    |    |     |                                                                                             |        |        |      |

## Struktura klubu

### Stadion
Klub piłkarski rozgrywa swoje mecze domowe na Dante Merlo w Vigevano o pojemności 2200 widzów.

### Derby
- ASD Abbiategrasso
- FBC Casteggio 1898
- AC Pavia 1911
- Nazionale Lombardia FBC
- AVC Vogherese 1919